# Sphaceloma pongamiae
Sphaceloma pongamiae är en svampart som beskrevs av Wani & Thirum. 1971. Sphaceloma pongamiae ingår i släktet Sphaceloma och familjen Elsinoaceae.   Inga underarter finns listade i Catalogue of Life.